# A Jazz Portrait of Franco Ambrosetti Featuring Giorgio Azzolini
A Jazz Portrait of Franco Ambrosetti Featuring Giorgio Azzolini è un album discografico di Franco Ambrosetti e Giorgio Azzolini, pubblicato dall'etichetta discografica Durium Records nel 1965.

## Tracce

### LP
Lato A
1. Enriquete – 7:00 (Giorgio Azzolini)
2. Blue in Green – 3:01 (Miles Davis)
3. My Shining Hour – 4:54 (Johnny Mercer, Harold Arlen)
4. My Old Flame – 5:26 (Sam Coslow, Arthur Johnston)

Lato B
1. Bye Bye Blackbird – 8:27 (Ray Henderson)
2. Like Someone in Love – 6:41 (Johnny Burke, Jimmy Van Heusen)
3. Minority – 5:02 (Gigi Gryce)

## Musicisti
- Franco Ambrosetti - tromba
- Franco D'Andrea - piano
- Giorgio Azzolini - contrabbasso
- Franco Mondini - batteria

Note aggiuntive
- Registrazioni effettuate il 26 febbraio 1965 a Milano (Italia)
- G. Berlenghini - ingegnere delle registrazioni
- Danilo Morri - mastering
- Giampiero Scussel - A & R
- Peter Besso - dipinto copertina frontale album originale
- Pino Candini - note retrocopertina album originale[1]